# Arzene
Arzene é uma comuna italiana da região do Friuli-Venezia Giulia, província de Pordenone, com cerca de 1.608 habitantes. Estende-se por uma área de 12 km², tendo uma densidade populacional de 134 hab/km². Faz fronteira com Casarsa della Delizia, San Giorgio della Richinvelda, San Martino al Tagliamento, Valvasone, Zoppola.

## Demografia
| Variação demográfica do município entre 1861 e 2011                               |
|                                                                                   |
| Fonte: Istituto Nazionale di Statistica (ISTAT) - Elaboração gráfica da Wikipedia |